# Parakuy
Parakuy est un Village situé dans le departement de département de Djibasso de la province de Kossi au Burkina Faso.